# Sleeping with You
Singles de FireHouse
When I Look Into Your Eyes
(1992) I Live My Life for You
(1995)
Sleeping with You est le septième single du groupe FireHouse sorti en 1992.

## Liste des chansons
| No | Titre             | Durée |
| -- | ----------------- | ----- |
| 1. | Sleeping with You | 3:51  |